# Kulturgravar
Kulturgravar är en svensk webbplats med bilder från kyrkogårdar/begravningsplatser.  Med förinspelade guider kan besökaren på egen hand besöka kyrkogården/begravningsplatsen och se korta filmer om utvalda gravar. Det går också att sitta hemma framför datorn och ta del av berättelserna. Den som lyssnar på kulturgravar kan dessutom tänkas bli intresserad av att lyssna på audioguide/film om kyrkans historia, om sådan finns.
Webbplatsen fungerar genom att besökaren gör en vandring på egen hand med sin smartphone, och tar del av berättelserna med hjälp av QR-koder som finns placerade vid utvalda gravplatser. Alternativt genom att skanna en enda QR-kod vid entrén till kyrkogården.
Kulturgravar.se ägs av Sveriges kyrkogårds- och krematorieförbund.